# Istituto Europeo di Oncologia
L'Istituto Europeo di Oncologia (spesso abbreviato IEO), è un ospedale e Istituto di Ricovero e Cura a Carattere Scientifico (IRCCS) privato di Milano che si occupa, oltre che della cura dei tumori, della ricerca scientifica atta a migliorare le metodiche di diagnosi e di cura di ogni forma di cancro, possedendo al suo interno diversi laboratori.
Fondato nel 1994, ha lo status di IRCCS (istituto di ricovero e cura a carattere scientifico). Annovera tra i suoi fondatori Enrico Cuccia e Umberto Veronesi.
Nel 2025, per il quinto anno di fila, la rivista Newsweek classifica IEO, nel "World's Best Specialized Hospitals 2025", primo ospedale italiano in oncologia, mentre a livello mondiale passa dal 16° al 9° posto.

## Storia
Nasce da un'idea di Umberto Veronesi: creare un modello innovativo di ospedale in cui i principi della gestione privata sono applicati alla sanità pubblica. Opera in anticipo sui tempi creando un comitato etico e un comitato scientifico di cui fanno parte due insigniti del Premio Nobel: Renato Dulbecco (Nobel per la medicina nel 1975) e John Michael Bishop (Nobel per la medicina nel 1989).
Nel 1995 avvia la Divisione di medicina nucleare, la prima in Italia, iniziando gli studi di radioimmunoterapia. Nel 1996 è riconosciuto come Istituto di ricovero e cura a carattere scientifico, nel 1997 acquista il più avanzato acceleratore lineare sul mercato.
Nel 2000 acquisisce il Centro cardiologico Monzino di Milano, altro punto di eccellenza.
Nel 2016 l'Istituto Clinico Humanitas di Gianfelice Rocca e il Gruppo ospedaliero San Donato (che comprende il San Raffaele) della famiglia Rotelli presentano una proposta congiunta di acquisizione: la famiglia Veronesi si mostra favorevole, i vertici dello IEO si dicono invece contrari per il timore di uno smembramento.
Nel luglio 2018 Leonardo Del Vecchio, patron di LuxotticaEssilor, entrato sei mesi prima nella compagine societaria dell'ospedale con il 18,5% acquisito da Unicredit, mette a disposizione attraverso la sua Fondazione 500 milioni di euro e un maxi piano di sviluppo per creare il polo della salute con IEO e Monzino. Il piano prevede l'ampliamento della struttura, la realizzazione di un centro ricerca per competere a livello internazionale, un campus universitario e una zona dedicata alle famiglie. Il progetto di Del Vecchio, che ha già acquisito nell'area sud di Milano terreni che una volta appartenevano alle società fallite della famiglia Ligresti ed erano poi finite in una società controllata da UniCredit, ha diviso i soci dello IEO in due blocchi: da un lato Del Vecchio sostenuto da Unicredit, dall'altro Mediobanca (il singolo maggiore socio con il 25,37%), UnipolSai (14,3%), Intesa Sanpaolo (7%), Pirelli (6%), Banco Bpm (5%), Mediolanum (4%).
Nell'aprile 2020, in occasione della crisi Covid-19, l'Istituto ha inaugurato il servizio di visita Online per analisi oncologiche.

## Trasporti

### Trasporto pubblico
L'ospedale è collegato alla fermata Abbiategrasso della linea 2 della metropolitana tramite un servizio navetta gratuito, attivo dal lunedì al venerdì, che impiega circa 10 minuti per coprire la distanza, con una sola fermata intermedia nei pressi del Quark Hotel (via Lampedusa).
Il 17 dicembre 2022 è stato approvato il progetto di fattibilità per il prolungamento della linea tranviaria 24 fino all’istituto: il prolungamento consisterà di una sola nuova fermata, che sostituirà il capolinea attuale di Vigentino e sarà costruita al centro di Via Ripamonti. Una passerella pedonale collegherà direttamente l’istituto al nuovo capolinea: l’anello di ritorno sarà costruito dove oggi sorge il parcheggio dipendenti dell’istituto.

### Automobile
- Tangenziale ovest di Milano: uscita val Tidone-Milano Vigentina, direzione Milano centro.